# امالاگیری
امالاگیری (به انگلیسی: Amalagiri) یک منطقهٔ مسکونی در هند است که در ایالت کرالا واقع شده‌است.